# Go Topless Day

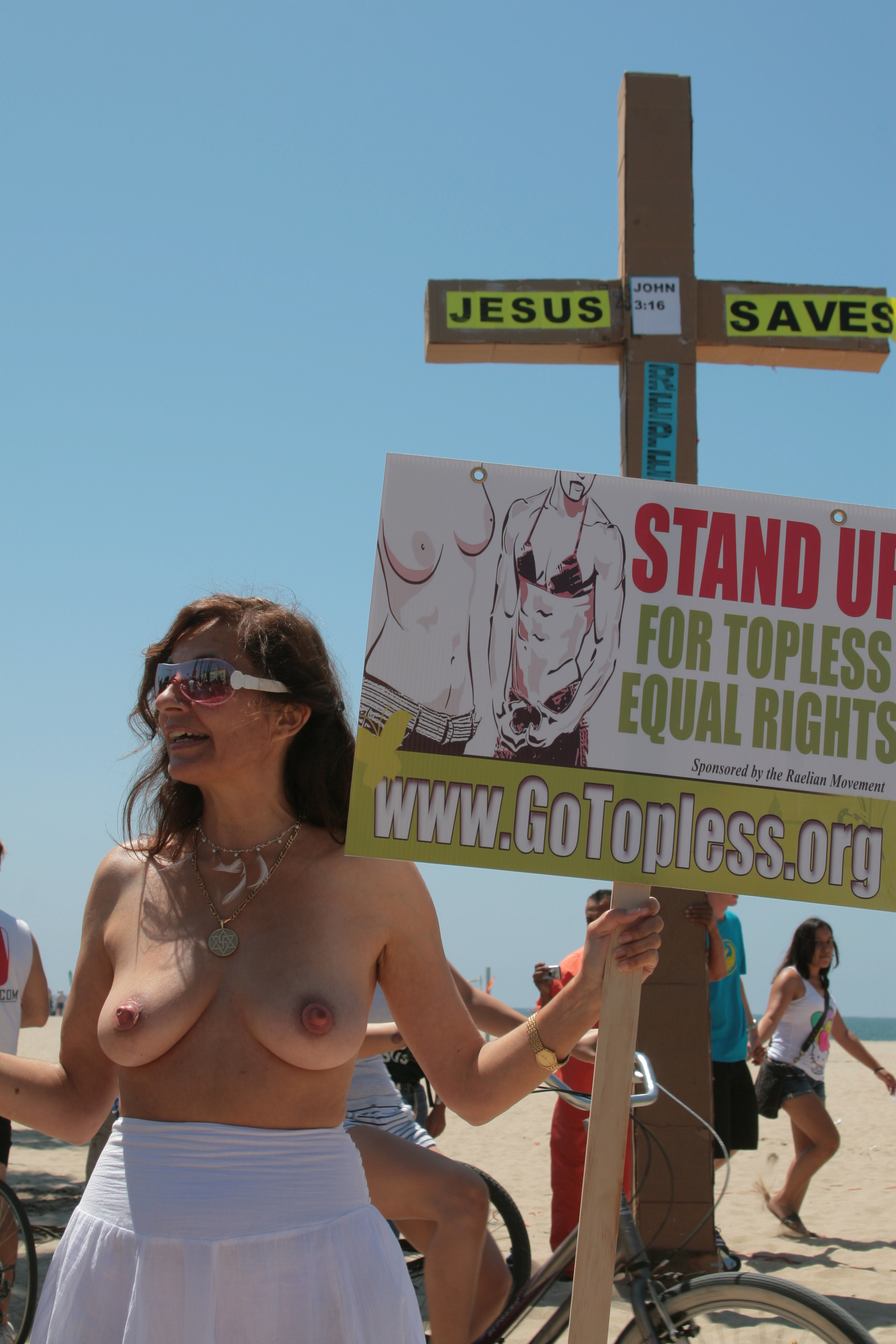
Mulher protestando na California, Estados Unidos, em 2011

Go Topless Day é um evento anual realizado para apoiar o direito das mulheres de ficar de topless em público com base na igualdade de gênero. Nessa data são celebradas as leis de liberdade de topless e são realizados protestos em estados onde é proibido que as mulheres possam andar, correr ou ficar de topless como os homens podem ficar.